# 伊爾-6轟炸機
伊留申 Il-6 為苏联伊留申設計局在西元1942年，以伊留申 Il-4為基礎研製的远程轰炸机从。設計原意是將Il-6作為一款遠程轟炸機，並快速替换Il-4，西元1942年十二月前完工的首個原型，使用燃料節約型的柴油发动机。然而，經過飞行测试後，發現該機在高載重的狀況下降落時，操控性不佳、在低溫時引擎難以啟動、油門反應遲緩，導致Il-6在西元1944年時被取消設計計畫。

## 发展
Il-6外型與Il-4類似，不過Il-6的速度更快，並擁有一個更長、更纖細的機身，和重新設計的錐形機翼。引擎机舱被精简，以减少空中阻力，此外，Il-6還在機翼中間前端加裝了引擎散熱器。 自衛武器使用五挺 20 mm（0.79英寸） 火炮，安裝在機鼻、機身後方上面、機身中段和尾翼。
Il-6的設計初衷是為了快速替代Il-4，但是，在西元1942年八月，首個原型機完成後，蘇聯空軍要求轰炸机應具友遠距離飛行能力，而非高速。因此，原先使用的 M-71 星型引擎被替換成能提供Il-6遠距離飛行動力和低燃料消耗的 Charomskiy ACh-30 柴油发动机。修订后的设计在西元1942年十二月完成並開始生產原型機。Il-6在西元1943年八月7日伊尔库茨克進行首次飛行，不過改用了功率較低的ACh-30B引擎取代了無法取得的ACh-30BF引擎 。
飞行测试顯示出如果無法使用預期的ACh-30BF引擎，由於缺乏動力，飛機十分難以操控。在西元1944年五月到七月間，飛機移除了機身中段的砲塔並持續進行飛行試驗，直到ACh-30BF安裝到原型機為止。尽管經過修改後，该机仍然在低速和高載重時難以操控。在整个飞行过程中，发动机在空中的表現令人满意，但是被发现其在低溫環境下難以啟動和油門反應遲緩的狀況，導致Il-6的进一步发展被取消。

## 变种
- Il-6 –預計生產的版本，使用Charomskiy ACh-30BF柴油引擎(也称为M-30)。
- Il-6 –使用 M-90 的版本，最一開始的設計，生产附图（英语：Production drawing）中出現，但沒有進一步的發展，大概是因为發展重點移往了柴油动力的版本。

## 规格(Il-6)
数据来源： Gordon, OKB Ilyushin: A History of the Design Bureau and its Aircraft.
基本诸元
- 乘员： 六名
- 长度： 17.38公尺（57英呎0英吋）
- 翼展： 26.07公尺（85英呎6英吋）
- 翼面积： 84.8平方公尺（912.9平方英呎）
- 空重： 11,930公斤（26,301磅）
- 总重： 19,600公斤（43,220磅）
- 发动机： 2 × Charomskiy ACh-30（英语：Charomskiy ACh-30）BF (M-30)，1,417千瓦（1,900匹馬力） 每个 each

性能
- 最大速度： 464公里/時（288英里/時）
- 航程： 5,450公里（3,387英里）
- 实用升限： 7,000公尺（22,970英呎）
- 爬升率： 2.9公尺/秒 （571英呎/分）

武器
- 5 × 20 mm（0.79英寸） ShVAK（英语：ShVAK cannon） 機炮
- 1 × 2,500（5,500磅） 炸彈
- 2 × 1,000（2,200磅） 炸彈
- 或 2 × 1,000（2,200磅） 魚雷

## 延伸閱讀
伊留申 Il-4 轟炸機